# Deyvid Sacconi
Deyvid Franck Silva Sacconi (* 10. April 1987 in Alfenas) ist ein ehemaliger brasilianischer Fußballspieler.

## Karriere
Sacconi begann seine Karriere 2006 beim Zweitligisten Guarani FC. 2007 wechselte er zum Erstligisten SE Palmeiras. 2010 spielte er bei Goiás EC und Grêmio Barueri. Danach spielte er beim Zweitligisten Náutico Capibaribe und CA Bragantino. 2012 wechselte er zum japanischen Vegalta Sendai. 2013 kehrte er zu CA Bragantino zurück. Danach spielte er beim aserbaidschanischen FK Xəzər Lənkəran, brasilianischen ABC Natal, CA Sorocaba und Luverdense EC.